# Jennifer Morgan (Managerin)

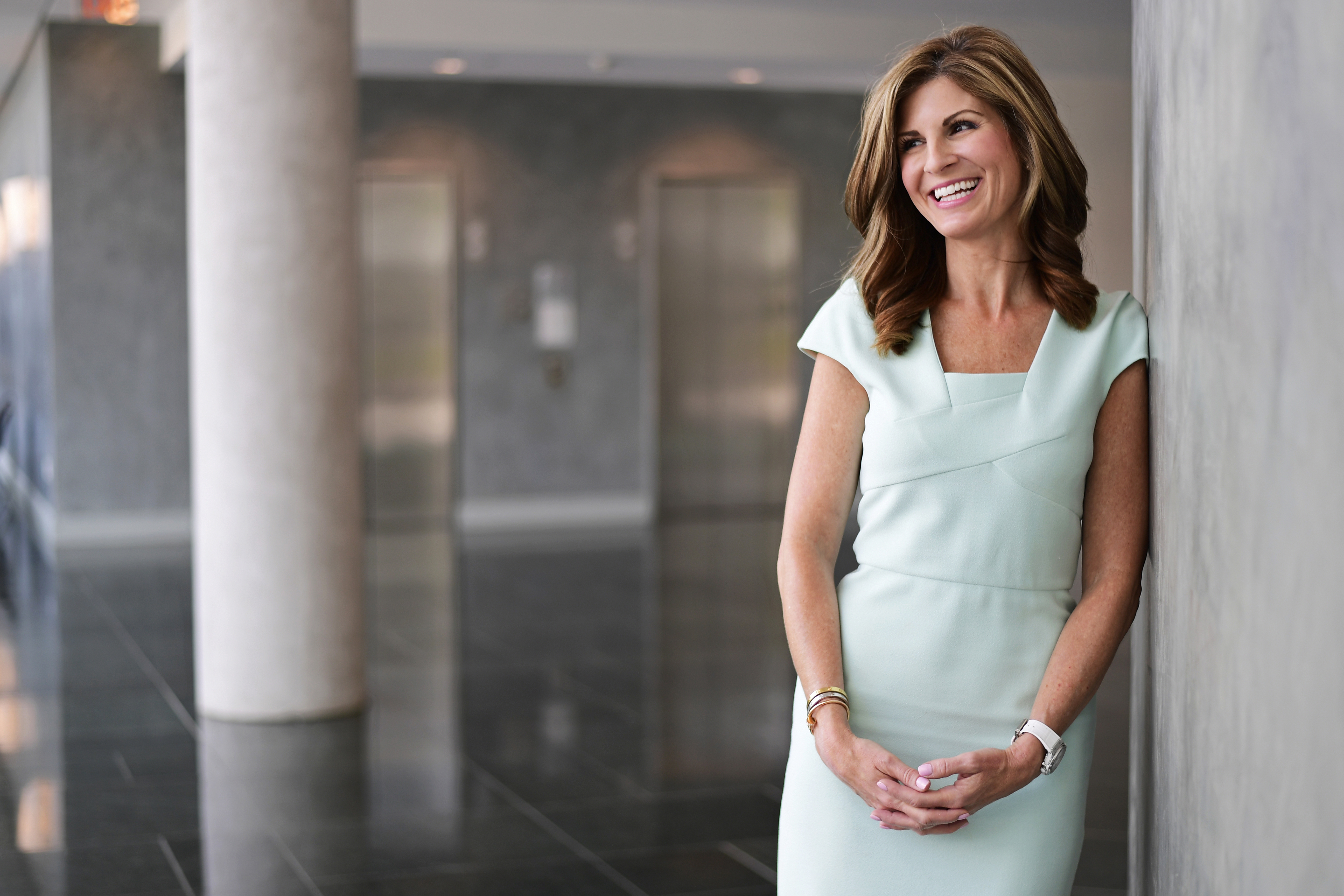
Jennifer Morgan, 2017

Jennifer „Jen“ Bilodeau Morgan (* 13. März 1971 in Fairfax, Virginia) ist eine US-amerikanische Managerin. Sie war von 2017 bis zum 30. April 2020 Vorstandsmitglied von SAP, davon ab Oktober 2019 mit Christian Klein Co-CEO des Unternehmens. Seit November 2020 ist sie globale Leiterin für Portfoliotransformation und Talente beim Vermögensverwalter Blackstone.

## Karriere
Jennifer Morgan ist Absolventin der James Madison University in Harrisonburg, wo sie Betriebswirtschaftslehre studierte. Dort engagierte sie sich als Teil des Beratungsausschusses des College of Business sowie als Mitglied des Marketing Advisory Council.
Nach ihrem Studium begann sie 1993 ihre berufliche Laufbahn als Kundenmanagerin in der Unternehmensberatung  Andersen Consulting, heute Accenture. Im Jahr 2000 wechselte sie dann zur Softwarefirma Siebel Systems.
2004 stieg sie zuerst als Vice President, Federal Civilian, bei SAP ein und hatte verschiedene Führungspositionen inne. Im Mai 2014 wurde Morgan President von SAP-Nordamerika. In dieser Region war Morgan verantwortlich für die Umstellung des Softwarekonzerns auf die Cloud.
Morgan ist außerdem seit Dezember 2016 Mitglied des Board of Directors der US-Investmentbank Bank of New York Mellon.
Seit 2017 gehörte sie dem Vorstand an und trug die Verantwortung der Konzernstrategie für 43.000 Mitarbeiter und 230.000 Kunden und die Regionen Amerika (Nordamerika, Lateinamerika, Karibik) und Asien-Pazifik-Japan. Das Ressort Global Customer Operations leitet sie gemeinsam mit Adaire Fox-Martin.
Nach dem Rücktritt des seit 2010 amtierenden SAP-Vorstandschefs Bill McDermott wurde Jennifer Morgan am 11. Oktober 2019 die erste Frau an der Spitze eines DAX-Konzerns. Am 21. April 2020 wurde die Beendigung der Zusammenarbeit zum 30. April 2020 bekanntgegeben. Seit November 2020 ist sie in neu geschaffener leitender Funktion für den internationalen Vermögensverwalter Blackstone als globale Leiterin für Portfoliotransformation und Talente tätig.

## Ehrungen und Auszeichnungen
2017 ehrte die New Yorker Hall of Science Morgan mit dem Distinguished Leadership Award.
2019 wurde sie als eine der „Most Powerful Women“ von den Magazinen Fortune und Forbes ausgezeichnet.

## Privates
Morgan ist verheiratet und Mutter zweier Kinder. Sie engagiert sich seit 2015 in der US-amerikanischen Non-Profit-Organisation National Academy Foundation (NAF) als Beiratsmitglied.